# Gustav Handge
Gustav Handge (* 26. Dezember 1889 in Seehausen, Kreis Wanzleben; † nach 1940) war ein deutscher nationalsozialistischer Funktionär. Er war Gauobmann der Gaudienststelle der NS-Kriegsopferversorgung in Sachsen und SS-Sturmbannführer.

## Leben
Handge trat zum 28. Juli 1925 der NSDAP bei (Mitgliedsnummer 12.628). Er leitete das NS-Kriegsopferversorgungsamt, das seit 1930 im NSDAP-Gau Sachsen bestand. Seinen Dienstsitz hatte er 1939 in Dresden, Pillnitzer Straße 82. Später wurde er Ratsherr in Dresden.
Als Regierungsinspektor stellte er sich am 29. März 1936 zur Reichstagswahl. Im darauffolgenden Jahr wurde er zum Regierungsoberinspektor ernannt. In der SS wurde er am 20. April 1938 zum Sturmbannführer befördert (SS-Nummer 293.071).